# Amiamoci così
Amiamoci così è un film del 1940 diretto da Giorgio Simonelli.
Girato a Cinecittà nella primavera del 1940 esce nelle sale in prima proiezione pubblica il 1º settembre 1940.

## Trama
Storia di una ragazza innamorata del figlio di un ricco uomo d'affari, che essendo in attesa di un bambino, chiede all'amato di regolarizzare la loro unione, ma il padre del giovane non condivide la cosa e fa partire il figlio per una lontana destinazione.
Nel frattempo la ragazza madre muore di parto e la sorella si occupa del bambino trattandolo come il proprio figlio. Al ritorno il padre naturale vorrebbe riprendersi il figlio, ma la zia in un primo momento rifiuta, ma poi accoglie la richiesta di Biagio, anche se dovrà affrontare i sospetti del fidanzato circa la vera storia della nascita del bambino, ma alla fine tutto si risolverà.

## Critica
Recensione di Filippo Sacchi, Corriere della Sera, 6 ottobre 1940: «Il film che per una curiosa parentela di situazioni con la vecchia Canzone dell'amore e anche con il film Conflitto di Mouguy, è parecchio diseguale e specie nelle parti ambientate parecchio diseguale. Però Simonelli, vi ha infuso tocchi sinceri e delicati, e dove aveva in mano materiale interpretativo rispondente, brani isolati, che provano una psicologica capacità di regia è il caso soprattutto di Andrea Checchi.»